# Basilique Notre-Dame de Ceignac
La basilique Notre-Dame de Ceignac est une basilique mineure et un lieu de pèlerinage marial, située à Calmont dans le département français de l'Aveyron et la région Occitanie.

## Description
Vers la fin du XIIIe siècle, une ancienne église dédiée à sainte Marie-Madeleine jouxte la chapelle Notre-Dame-des-Monts, lieu de pèlerinage. La chapelle devenue trop petite, les deux édifices sont réunis. Il reste de cette époque deux travées romanes. Vers le milieu du XVe siècle, un chevet gothique est réalisé et le clocher est reconstruit dans le style plutôt roman inspiré de celui de l'abbaye de Conques. Le lieu jouit de la protection de la famille d'Arpajon, seigneurs de Calmont-de-Plancatge, qui firent du sanctuaire leur nécropole.
Les travaux se poursuivent en 1667 avec la prolongation de la nef par le vestibule d'entrée et l'ajout de chapelles latérales. Puis de 1926 à 1932, sous l'impulsion du curé de la paroisse le Père Costes, une vaste extension est faite à partir du chevet. 
Le pape Pie XI élève l'église au rang de basilique mineure en 1936.

## Pèlerinage
D'après la tradition orale, la chapelle du Mont serait devenue un lieu renommé après qu'un prince palatin y ait recouvré la vue au milieu du XIIIe siècle. Une statue, taillée dans du bois de tilleul, représentant la Sainte Vierge présentant son Fils y est installée et les chrétiens vinrent demander l'intercession de Marie. 
Le sanctuaire devint lieu de pèlerinages. En 1420, le pape Martin V accorde une indulgence plénière aux pèlerins se rendant en cette église aux grandes fêtes chômées de la Sainte Vierge et le dimanche suivant l’Assomption, « jour du grand Pardon de Ceignac ». Ces indulgences sont confirmées et augmentées par le pape Alexandre VII à la demande de l’évêque de Rodez, Hardouin de Péréfixe de Beaumont. La ferveur populaire s'adressait à la Sainte Vierge pour tous les maux et surtout les maladies des yeux. En 1652, les consuls de la ville de Rodez épargnée par la peste, engagent un vœu de se rendre tous les ans en pèlerinage à Notre-Dame de Ceignac.
En 1837, les anciennes indulgences sont confirmées par le pape Grégoire XVI. Le 17 août 1873, le pèlerinage rassemble plus de 30 000 personnes. Le 9 juillet 1876, pour le couronnement de la Vierge par le cardinal Guibert, archevêque de Paris, représentant le pape Pie IX, 40 000 pèlerins sont présents.
Au cours du XXe siècle, le pèlerinage de Ceignac est soutenu par l’œuvre des missionnaires de Vabres, qui établissent un centre de récollections et de retraites spirituelles.
Dans les années 1990, la figure du cardinal Marty, archevêque émérite de Paris, entraîne encore les pèlerins du département à venir prier Notre-Dame de Ceignac, principalement pendant la Semaine Mariale, un rendez-vous annuel autour de la fête du 8 septembre, Nativité de Marie.
En 2016, après une période moins prospère pour le sanctuaire, le recteur de la basilique, le Père Christophe Battut, choisit de relancer des pèlerinages réguliers et fixe une messe de pèlerinage tous les samedis, jour traditionnel de dévotion mariale pour les catholiques : les familles sont notamment invitées à venir confier leurs enfants à la protection de Notre-Dame, et les pèlerins peuvent vénérer les reliques ancestrales du sanctuaire.
En 2019, la fête patronale de Notre-Dame de Ceignac est relancée le jour du 8 mai qui voit pour sa première édition la basilique se remplir à nouveau de pèlerins.
En 2019 encore, le diocèse de Rodez restaure entièrement l'ancien presbytère du village pour y ouvrir la maison du Sanctuaire. Une communauté de l'Institut Notre-Dame de Vie s'installe alors pour animer le sanctuaire et accueillir les pèlerins et les visiteurs de la basilique.

## Protection
Le monument est inscrit au titre des Monuments historiques depuis mars 2025.
Plusieurs objets sont protégés parmi lesquels :
- statue Vierge à l'Enfant assise du XIIIe siècle[4] ;
- tombeau de Jean d'Arpajon du XVIe siècle[5] ;
- retable du XVIIe siècle et groupe sculpté en pierre peinte de la première moitié du XVIe siècle La Mise au tombeau[6] ;
- tableau ex-voto Le Vœu de la ville de Rodez de Joseph Pujols en 1653[7] ;
- bas-relief L'Adoration des mages sous trois statues de saints du XVIe siècle[8] ;
- bas-relief La Nativité avec l'Adoration des bergers sous trois statues du XVIe siècle[9] ;
- groupe sculpté Le Prince palatin et un compagnon en prière devant la Vierge à l'Enfant du milieu du XVIIe siècle[10] ;
- à l'extérieur, statue en calcaire dite Christ du Sacré-Cœur de Charles-Eugène Breton en 1947[11].